# George Reid (politico scozzese)
Sir George Reid (Tullibody, 4 giugno 1939 – Denny, 12 agosto 2025) è stato un politico e giornalista britannico. Membro del Partito Nazionale Scozzese (SNP), fu membro del Parlamento scozzese per la regione di Mid Scotland e Fife dal 1999 al 2003 e poi per il collegio elettorale di Ochil dal 2003 al 2007. In precedenza fu membro del Parlamento per Clackmannan e East Stirlingshire dal febbraio del 1974 al 1979.

## Primi anni di vita e formazione
George Reid nacque a Tullibody, nei pressi di Alloa, nel Clackmannanshire, il 4 giugno 1939. Studiò alla Abercromby School e alla Dollar Academy. Nel 1962 conseguì un Master of Arts in storia con il massimo dei voti presso l'Università di St Andrews. Proseguì poi gli studi in Svizzera e all'Union College di New York ottenendo un diploma in relazioni internazionali.

## Carriera giornalistica
Reid lavorò come giornalista e produttore televisivo per la BBC, Granada Television e Scottish Television e come giornalista per diversi giornali. In questo periodo produsse oltre 200 documentari televisivi. Uno di essi, Contract 736, sulla costruzione della RMS Queen Elizabeth 2, vinse un Emmy Award.
Dopo aver lasciato Westminster tornò brevemente al giornalismo. Per la BBC Scotland, presentò Agenda, un programma prodotto da Kirsty Wark. Fu produttore del famoso reportage di Michael Buerk sulla carestia etiope del 1984 che ispirò le campagne di beneficenza Band Aid e Live Aid, che lo portarono a entrare nello staff della Croce Rossa e Mezzaluna Rossa Internazionale. Fece parte di una squadra internazionale formata in risposta al terremoto dell'Armenia del 1988. Fu direttore degli affari pubblici della Croce Rossa e Mezzaluna Rossa Internazionale per dodici anni, con sede a Ginevra, in Svizzera, ma lavorando in tutto il mondo in zone di conflitti e disastri.

## Carriera politica

### Inizi
Reid fu eletto membro del Parlamento del Regno Unito per il collegio Clackmannan e Eastern Stirlingshir nelle elezioni generali del febbraio del 1974, con una maggioranza di 3610 voti. Raddoppiò la sua maggioranza portandola a 7341 voti nelle elezioni generali dell'ottobre dello stesso anno, ma perse poi per 984 voti nelle elezioni generali del 1979.
Durante la sua permanenza a Westminster prestò servizio come membro dell'Assemblea parlamentare del Consiglio d'Europa e di quella dell'Unione europea occidentale.
Nel 1995 Reid rientrò nella politica scozzese tenendo l'annuale Donaldson Lecture alla conferenza del Partito Nazionale Scozzese, attingendo alla sua conoscenza della politica dell'Europa continentale per argomentare il motivo per cui ci si potesse aspettare che un partito come l'SNP avrebbe prosperato se fosse stato istituito un Parlamento scozzese. Al contrario, per George Islay MacNeill Robertson, all'epoca Segretario di Stato ombra per la Scozia, la devoluzione avrebbe "ucciso la pietra dell'SNP". Reid respinse questa affermazione dicendo: "Ho, ho, ho".

### Elezione a Holyrood
In occasione delle elezioni generali del 1997 si candidò per il collegio di Ochil, coprente all'incirca la stessa area del suo vecchio seggio, ma arrivò secondo dopo Martin O'Neill. Quando la nuova amministrazione laburista presentò proposte per l'istituzione del Parlamento scozzese, Reid prima fece parte del gruppo direttivo consultivo pre-costituito, e poi venne eletto alle prime elezioni del 1999 per rappresentare Mid Scotland e Fife.
In apertura del Parlamento Reid fu sconfitto con 82 voti contro 44 da sir David Steel per l'ufficio di presidente del Parlamento venendo invece eletto vicepresidente.

### Presidente del Parlamento scozzese (2003–2007)

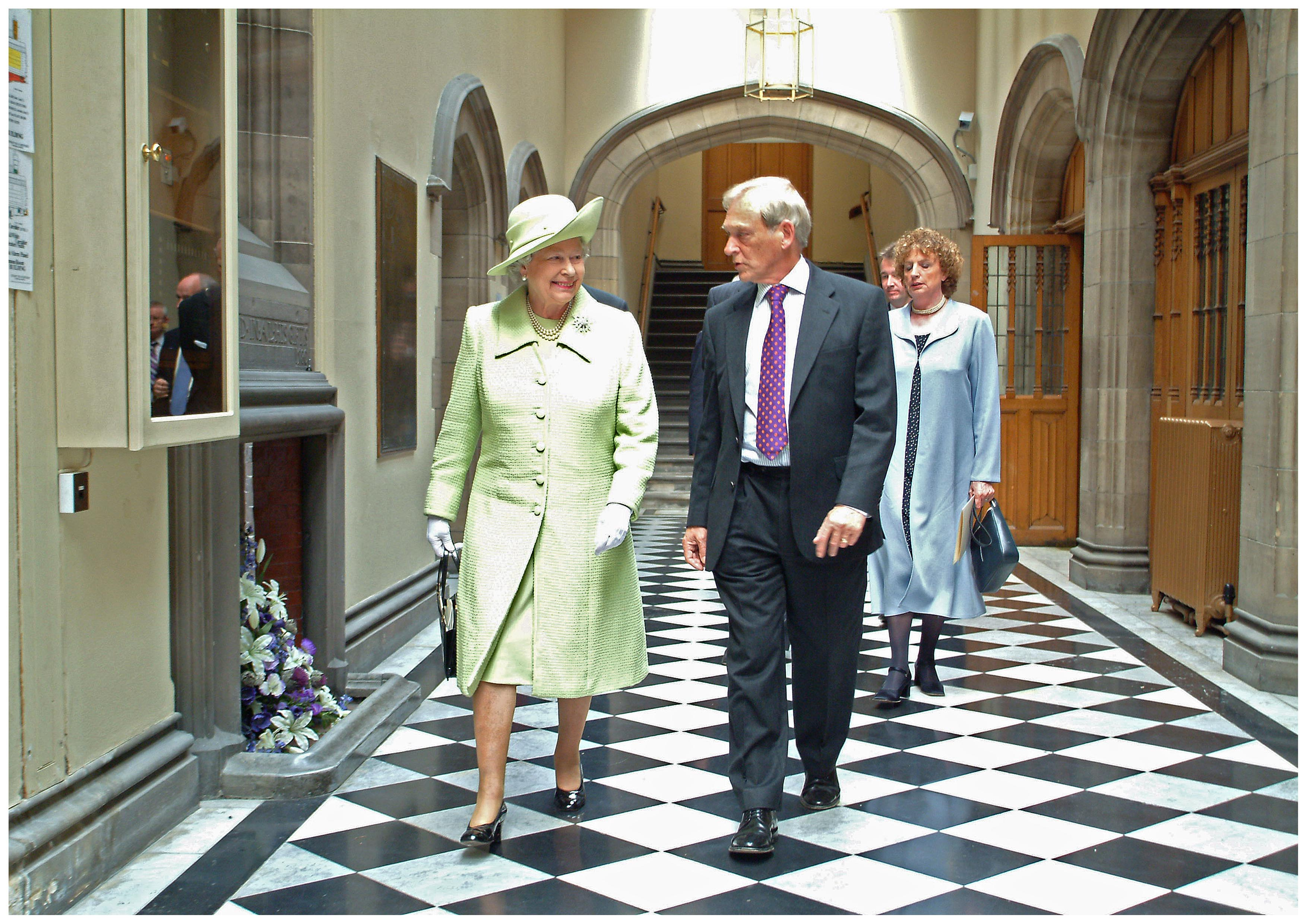
Reid con la regina Elisabetta II all'apertura della seconda legislatura del Parlamento scozzese nel 2003.

Alle elezioni del Parlamento scozzese del 2003, riuscì a vincere il seggio del collegio elettorale di Ochil. Il 7 maggio 2003 i colleghi lo elessero presidente del Parlamento. Dovendo attenersi ad una rigorosa imparzialità in qualità di presidente, sospese volontariamente la sua appartenenza al SNP per la durata del suo mandato.
Avendo il presiedente anche il compito di consigliare il monarca, nel 2004 Reid fu nominato membro del Consiglio privato di sua maestà. Supervisionò il completamento del nuovo Palazzo del parlamento scozzese a Holyrood e il trasferimento dell'Assemblea dal Mound alla nuova sede nel 2004. Quell'anno, in occasione dell'inaugurazione ufficiale del nuovo edificio, tenne un discorso in cui rese omaggio alla costruzione come risultato architettonico e incoraggiò i parlamentari ad "ascoltare l'edificio" perché ispirasse i loro sforzi futuri.
In qualità di presidente, guidò anche la creazione di uno Scottish Futures Forum per promuovere il pensiero strategico interpartitico. Fu nominato presidente della Royal Commonwealth Society Scotland e patrono dello Scottish Disability Equality Forum.

## Carriera successiva
Reid scelse di non correre per la rielezione alla fine della legislatura prevista per il 2007. In quanto figura indipendente con esperienza di lavoro in un Parlamento devoluto, fu scelto per guidare una revisione dell'amministrazione della travagliata Assemblea dell'Irlanda del Nord. Fece parte anche della commissione diplomatica Caucaso-Caspio dell'Unione Europea. Il 19 aprile 2007 fu nominato freeman della contea di Clackmannanshire. Lo stesso anno fece scattare il suo ritratto dal fotografo Harry Benson.
Nel gennaio del 2008 Reid fu nominato, per la durata della seduta dell'Assemblea generale di quell'anno, lord alto commissario dell'Assemblea generale della Chiesa di Scozia, posizione seconda solo alla regina e al principe consorte nell'ordine di precedenza cerimoniale.
Nel 2006 l'Università di Glasgow lo nominò professore onorario della sua Scuola di legge. Tra il 2008 e il 2011 fu consulente indipendente del Codice ministeriale scozzese.
Nel settembre del 2009 Reid fu incaricato dal National Trust for Scotland per condurre un'ampia revisione della governance interna. Produsse un rapporto, formulando una serie di raccomandazioni poi accettate dal Trust. Nel 2009 fu nominato lord luogotenente di Sua Maestà per il Clackmannanshire.
Fu commissario elettorale dal 2010 al 2014.
Nel 2013 subì un importante intervento chirurgico per un cancro alla vescica. Si dimise da tutti i suoi incarichi riuscendo a rimettersi completamente.

## Premi e riconoscimenti
Dopo i soccorsi per il terremoto armeno del 1988, Reid ricevette la medaglia d'oro del Soviet Supremo dell'Armenia e la Medaglia Pirogov d'oro dell'URSS.
Durante il suo periodo come presidente vinse il premio Scottish Politician of the Year del quotidiano The Herald nel 2003 e nel 2005, diventando la prima persona ad aver ricevuto tale riconoscimento in due occasioni. A questi seguì un premio alla carriera assegnatogli nel 2013. Reid fu nominato freeman del Clackmannanshire nel 2007.
Ricevette anche diverse lauree honoris causa. Tra gli altri ricevette un Doctor of Law dall'Università di St Andrews nel 2005, un dottorato honoris causa dalla Queen Margaret University di Edimburgo nel 2006, un dottorato honoris causa dall'Università di Edimburgo nel 2007 e un dottorato honoris causa dall'Università di Stirling nel 2008.
Nel giugno del 2012 ricevette il titolo di sir per i servizi alla politica scozzese e alla vita pubblica. Nel 2015 fu eletto socio della Royal Society di Edimburgo.
Il 10 giugno 2022 fu nominato cavaliere dell'Ordine del Cardo.

## Vita personale
Reid è sposato e ha due figli.